# Pyrausta moupinalis
Pyrausta moupinalis là một loài bướm đêm trong họ Crambidae.